# Med Paper
Med Paper S.A. ist ein marokkanisches Unternehmen mit Sitz in Tanger. Es ist in der Produktion, der Verarbeitung und dem Verkauf von Papier, Karton und dessen Derivaten tätig. Das Unternehmen stellt Papier zum Drucken, Schreiben und Verpacken her. Es verfügt über drei unabhängige Produktionseinheiten für jede Produktart: Verpackungspapier, Druck- und Schreibpapier und Feinpapier. Die Produkte werden aus reinem Zellstoff oder aus Recyclingpapier hergestellt. Mehrheitsaktionär ist Mohsine Sefrioui mit 67,3 %. Der Streubesitz beträgt 24,43 %.
Die Aktien sind an der Bourse de Casablanca notiert und Teil des Moroccan All Shares Index (MASI).

## Geschichte
Das Vorgängerunternehmen Papelera de Tetuan wurde im Jahr 1948 von der spanischen Unternehmerfamilie Benet gegründet. Es wurden überwiegend Kartonagen hergestellt. Später wurde die Produktion auf Verpackungspapier, Druck- und Schreibpapier ausgeweitet. Der Börsengang fand am 28. Juli 1998 statt. Im Jahr 2008 fusionierten Safrifac S.A., das vom heutigen Mehrheitsaktionär Mohsine Sefrioui gegründet wurde und Papelera de Tetuan und wurden zu Med Paper.